# Списак министара иностраних послова Србије
На овој страни налази се списак министара иностраних тј. спољних послова Србије.

## Правитељствујушчи совјет сербскиПопечитељ иностраних дјел, тајни дејствителни член Совјета
| Слика | Почетак мандата | Крај мандата | Име и презиме | Датум рођења и смрти | Белешка / Реф. |
| ----- | --------------- | ------------ | ------------- | -------------------- | -------------- |
|       | 4.2.1811.       | 25.12.1812.  | Миљко Радоњић | 1770-1836            | [ 1 ]          |

## Попечитељ иностраних делаКнежевине Србије1834–1861.
| Слика | Име и презиме       | Почетак мандата | Крај мандата | Датум рођења и смрти | Белешка / Реф.   |
| ----- | ------------------- | --------------- | ------------ | -------------------- | ---------------- |
|       | Димитрије Давидовић | 1834.           | 1835.        | 1789-1838            | [ 1 ]            |
|       | Аврам Петронијевић  | 1835.           | 1840.        | 1791-1852            | [ 1 ]            |
|       | Паун Јанковић       | 1840.           | 1840.        | 1808-1865            | заступник        |
|       | Ђорђе Протић        | 1840.           | 1842.        | 1793-1857            | [ 1 ]            |
|       | Аврам Петронијевић  | 1842.           | 1843.        | 1791-1852            | [ 1 ]            |
|       | Алекса Јанковић     | 1843.           | 1843.        | 1806-1869            | [ 1 ]            |
|       | Алекса Симић        | 1843.           | 1844.        | 1800-1872            | [ 1 ]            |
|       | Аврам Петронијевић  | 1844.           | 1852.        | 1791-1852            | [ 1 ]            |
|       | Алекса Јанковић     | 1852.           | 1852.        | 1806-1869            | вршилац дужности |
|       | Илија Гарашанин     | 1852.           | 1853.        | 1816-1874            | [ 1 ]            |
|       | Алекса Симић        | 1853.           | 1855.        | 1800-1872            | [ 1 ]            |
|       | Алекса Јанковић     | 1855.           | 1856.        | 1806-1869            | [ 1 ]            |
|       | Стефан Марковић     | 1856.           | 1856.        | 1804-1864            | вршилац дужности |
|       | Алекса Симић        | 1856.           | 1857.        | 1800-1872            | [ 1 ]            |
|       | Стефан Марковић     | 1857.           | 1858.        | 1804-1864            | [ 1 ]            |
|       | Стеван Магазиновић  | 1858.           | 1859.        | 1804-1874            | [ 1 ]            |
|       | Цветко Рајовић      | 1859.           | 1860.        | 1793-1873            | [ 1 ]            |
|       | Филип Христић       | 1860.           | 1861.        | 1819-1905            | [ 1 ]            |

## Министар иностраних делаКнежевине Србије1861–1882.
| Слика | Име и презиме       | Почетак мандата | Крај мандата | Датум рођења и смрти | Белешка                                                                         |
| ----- | ------------------- | --------------- | ------------ | -------------------- | ------------------------------------------------------------------------------- |
|       | Илија Гарашанин     | 1861.           | 1867.        | 1812-1874            | Друга Влада Илије Гарашанина                                                    |
|       | Јован Ристић        | 1867.           | 1867.        | 1831-1899            | Прва Влада Јована Ристића                                                       |
|       | Милан Петронијевић  | 1867.           | 1868.        | 1830-1914            | Прва Влада Николе Христића                                                      |
|       | Радивоје Милојковић | 1868.           | 1868.        | 1832-1888            | Влада Ђорђа Ценића вршилац дужности                                             |
|       | Димитрије Матић     | 1868.           | 1872.        | 1821-1884            | Влада Ђорђа Ценића вршилац дужности Влада Радивоја Милојковића вршилац дужности |
|       | Јован Ристић        | 1872.           | 1873.        | 1831-1899            | Влада Миливоја Петровића Блазнаваца Друга Влада Јована Ристића                  |
|       | Јован Мариновић     | 1873.           | 1874.        | 1821-1893            | Влада Јована Мариновића                                                         |
|       | Милан Пироћанац     | 1874.           | 1875.        | 1837-1897            | Влада Аћима Чумића                                                              |
|       | Милан Богићевић     | 1875.           | 1875.        | 1840-1929            | Влада Аћима Чумића заступник Влада Данила Стефановића                           |
|       | Јован Ристић        | 1875.           | 1875.        | 1831-1899            | Прва Влада Стевче Михаиловића                                                   |
|       | Ђорђе Павловић      | 1875.           | 1876.        | 1838-1921            | Влада Љубомира Каљевића                                                         |
|       | Јован Ристић        | 1876.           | 1880.        | 1831-1899            | Друга Влада Стевче Михаиловића Трећа Влада Јована Ристића                       |
|       | Чедомиљ Мијатовић   | 1880.           | 1881.        | 1842-1932            | Влада Милана Пироћанца                                                          |
|       | Милан Пироћанац     | 1881.           | 1882.        | 1837-1897            | Влада Милана Пироћанца                                                          |

## Министар иностраних делаКраљевине Србије1882–1918.
| Слика | Име и презиме         | Почетак мандата | Крај мандата | Датум рођења и смрти | Белешка |
| ----- | --------------------- | --------------- | ------------ | -------------------- | --- |
|       | Милан Пироћанац       | 1882.           | 1883.        | 1837-1897            | Влада Милана Пироћанца |
|       | Милан Богићевић       | 1883.           | 1884.        | 1840-1926            | Друга Влада Николе Христића |
|       | Милутин Гарашанин     | 1884.           | 1886.        | 1843-1898            | Прва Влада Милутина Гарашанина Друга Влада Милутина Гарашанина |
|       | Драгутин Франасовић   | 1886.           | 1887.        | 1842-1914            | Трећа Влада Милутина Гарашанина |
|       | Јован Ристић          | 1887.           | 1887.        | 1831-1899            | Четврта Влада Јована Ристића |
|       | Драгутин Франасовић   | 1887.           | 1888.        | 1842-1914            | Прва Влада Саве Грујића |
|       | Чедомиљ Мијатовић     | 1888.           | 1889.        | 1842-1932            | Трећа Влада Николе Христића Влада Косте Протића |
|       | Сава Грујић           | 1889.           | 1891.        | 1840-1913            | Друга Влада Саве Грујића Трећа Влада Саве Грујића |
|       | Михаило Ђорђевић      | 1891.           | 1892.        | 1850-1901            | Прва Влада Николе Пашића |
|       | Никола Пашић          | 1892.           | 1892.        | 1845-1926            | Друга Влада Николе Пашића |
|       | Јован Авакумовић      | 1892.           | 1893.        | 1841-1928            | Прва Влада Јована Авакумовића |
|       | Андра Николић         | 1893.           | 1893.        | 1853-1918            | Влада Лазара Докића |
|       | Сава Грујић           | 1893.           | 1894.        | 1840-1913            | Четврта Влада Саве Грујића |
|       | Ђорђе Симић           | 1894.           | 1894.        | 1843-1921            | Прва Влада Ђорђа Симића |
|       | Сима Лозанић          | 1894.           | 1894.        | 1847-1935            | Влада Светомира Николајевића |
|       | Милан Богићевић       | 1894.           | 1895.        | 1840-1926            | Четврта Влада Николе Христића |
|       | Стојан Новаковић      | 1895.           | 1896.        | 1842-1915            | Прва Влада Стојана Новаковића |
|       | Ђорђе Симић           | 1896.           | 1897.        | 1843-1921            | [ 1 ] |
|       | Владан Ђорђевић       | 1897.           | 1900.        | 1844-1930            | [ 1 ] |
|       | Алекса Јовановић      | 1900.           | 1901.        | 1846-1920            | [ 1 ] |
|       | Михаило Вујић         | 1901.           | 1902.        | 1853-1913            | [ 1 ] |
|       | Василије Антонић      | 1902.           | 1903.        | 1860-1929            | [ 1 ] |
|       | Сима Лозанић          | 1903.           | 1903.        | 1847-1935            | [ 1 ] |
|       | Павле Денић           | 1903.           | 1903.        | 1855-1939            | заступник |
|       | Љубомир Каљевић       | 1903.           | 1903.        | 1841-1907            | Друга влада Јована Авакумовића |
|       | Андра Николић         | 1903.           | 1904.        | 1853-1918            | [ 1 ] |
|       | Никола Пашић          | 1904.           | 1905.        | 1845-1926            | [ 1 ] |
|       | Јован Жујовић         | 1905.           | 1905.        | 1856-1936            | Прва Влада Љубомира Стојановића Друга Влада Љубомира Стојановића |
|       | Василије Антонић      | 1905.           | 1906.        | 1860-1929            | Седма Влада Саве Грујића |
|       | Никола Пашић          | 1906.           | 1908.        | 1845-1926            | Четврта Влада Николе Пашића Пета Влада Николе Пашића Шеста Влада Николе Пашића                                                                                                   |
|       | Милован Миловановић   | 1908.           | 1912.        | 1863-1912            | Друга Влада Петра Велимировића Друга Влада Стојана Новаковића Седма Влада Николе Пашића Прва Влада Милована Миловановића Друга Влада Милована Миловановића Преминуо на дужности. |
|       | Марко Трифковић       | 1912.           | 1912.        | 1864-1928            | заступник |
|       | Јован Јовановић Пижон | 1912            | 1912.        | 1869-1939            | Влада Марка Трифковића |
|       | Никола Пашић          | 1912.           | 1918.        | 1845-1926            | [ 1 ] |
|       | Михаило Гавриловић    | 1918.           | 1918.        | 1868-1924            | заступник |
|       | Стојан Протић         | 1918.           | 1918.        | 1857-1923            | заступник |

## Министри спољних пословаРепублике Србије1991–1993.
| Слика | Име и презиме       | Почетак мандата | Крај мандата | Датум рођења и смрти | Белешка |
| ----- | ------------------- | --------------- | ------------ | -------------------- | ------- |
|       | Бранко Микашиновић  | 15.1.1991.      | 31.7.1991.   | 1924-1999            | [ 1 ]   |
|       | Владислав Јовановић | 31.7.1991.      | 14.7.1992.   | 9.6.1933. -          | [ 1 ]   |
|       | Владислав Јовановић | 30.9.1992.      | 4.3.1993.    | 9.6.1933. -          | [ 1 ]   |

## Министри спољних пословаРепублике Србијеод 2006.
| Слика | Име и презиме    | Почетак мандата   | Крај мандата      | Датум рођења и смрти | Партија                       | Белешка / Реф.                                                        |
| ----- | ---------------- | ----------------- | ----------------- | -------------------- | ----------------------------- | --------------------------------------------------------------------- |
|       | Вук Драшковић    | 5. јун 2006.      | 15. мај 2007.     | 29.11.1946.          | Српски покрет обнове          | Прва влада Војислава Коштунице претходно Министар спољних послова СЦГ |
|       | Вук Јеремић      | 15. мај 2007.     | 27. јул 2012.     | 3.7.1975.            | Демократска странка           | Друга влада Војислава Коштунице и Влада Мирка Цветковића              |
|       | Иван Мркић       | 27. јул 2012.     | 27. април 2014.   | 30.5.1953.           | Нестраначка личност           | Влада Ивице Дачића                                                    |
|       | Ивица Дачић      | 27. април 2014.   | 22. октобар 2020. | 1.1.1966.            | Социјалистичка партија Србије | Прва влада, Друга влада Александра Вучића и Прва влада Ане Брнабић    |
|       | Ана Брнабић      | 22. октобар 2020. | 28. октобар 2020. | 28.9.1975.           | Српска напредна странка       | Прва влада Ане Брнабић, вршилац дужности                              |
|       | Никола Селаковић | 28. октобар 2020. | 26. октобар 2022. | 30.4.1983.           | Српска напредна странка       | Друга влада Ане Брнабић                                               |
|       | Ивица Дачић      | 26. октобар 2022. | 2. мај 2024.      | 1.1.1966.            | Социјалистичка партија Србије | Трећа влада Ане Брнабић                                               |
|       | Марко Ђурић      | 2. мај 2024.      | Тренутно          | 25.6.1983.           | Српска напредна странка       | Влада Милоша Вучевића                                                 |